# Forsvarets Spesialkommando

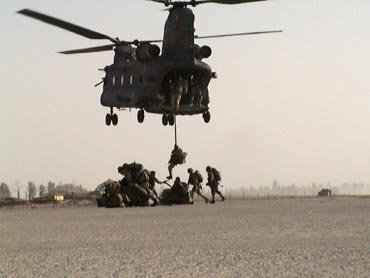
Norwescy komandosi podczas wojny w Afganistanie

Forsvarets Spesialkommando, FSK – norweska jednostka komandosów, utworzona w 1982 r., jej główna baza znajduje się w Porsangerze.
Liczy ok. 250 komandosów, którzy w latach 2001–2002 w Afganistanie wchodziła w skład Task Force K-Bar, jako połączony zespół sił specjalnych wykonujący zadania w tym kraju.